# Partido de General San Martín
Partido de General San Martín är en kommun i Argentina.   Den ligger i provinsen Buenos Aires, i den centrala delen av landet. Huvudstaden Buenos Aires ligger i Partido de General San Martín. Antalet invånare är 28 339.
Runt Partido de General San Martín är det i huvudsak tätbebyggt. Runt Partido de General San Martín är det mycket tätbefolkat, med 10 000 invånare per kvadratkilometer.